# Pharoahe Monch
Troy Donald Jamerson (født 31. oktober 1967), kendt under kunstnernavnet Pharoahe Monch, er en amerikansk rapper og tidligere frontfigur i undergrundsgruppen Organized Konfusion, der udgav album i 90'erne.
Efter nogle komplikationer med kontrakter, og et mislykket lynophold hos Shady Records, udgav Pharoahe Monch i 2007 albummet Desire.

## Diskografi

### Albums
- 1991: Organized Konfusion
- 1994: Stress: The Extinction Agenda
- 1997: Equinox
- 1999: Internal Affairs
- 2007: Desire